# Oxypoda longiuter
Oxypoda (Podoxya) longiuter – gatunek chrząszcza z rodziny kusakowatych i podrodziny Aleocharinae.

## Taksonomia
Gatunek ten opisany został w 2011 roku przez Volkera Assinga na podstawie trzech okazów, w tym jednej samicy. Jego epitet gatunkowy pochodzi z łaciny i oznacza długą rurę nawiązując do charakterystycznego kształtu spermateki.

## Opis
Chrząszcz o ciele długości od 3,3 do 3,9 mm, ubarwiony czarniawo, z wyjątkiem brązowych do ciemnobrązowych odnóży i czarniawobrązowych czułków. Głowa słabo poprzeczna, prawie kolistego kształtu, płytko punktowana i wyraźnie mikrorzeźbiona. Trzeci człon czułków około dwa razy dłuższy niż szeroki, czwarty słabo wydłużony, piąty podobnie długi jak szeroki do słabo poprzecznego, człony od szóstego do dziesiątego coraz szersze i bardziej poprzeczne, dziesiąty mniej niż 1,5 raza szerszy niż długi, a jedenasty około tak długi jak człony dziewiąty i dziesiąty razem wzięte. Przedplecze około 1,35 raza tak szerokie jak długie, najszersze w tylnej połowie, punktowane i wyraźnie mikrorzeźbione, o tylnych kątach słabo zaznaczonych. Długość pokryw zbliżona do długości przedplecza, a punktowanie na nich gęste, słabsze niż na głowie. Samce o ósmym segmencie odwłoka silnie wyciągniętym pośrodku tylnej krawędzi, a wierzchołkowym płatku paramery długim i smukłym. Samice o ósmym segmencie odwłoka z tylną krawędzią wypukłą, a kapsułą spermateki z wyraźnie długą i cienką częścią proksymalną.

## Rozprzestrzenienie
Gatunek palearktyczny, znany wyłącznie z irańskiego ostanu Azerbejdżan Zachodni.